# Заромский, Исаак Михайлович
Исаак Михайлович Заромский (1897—1938) — советский политический, государственный деятель.

## Биография
Исаак Михайлович Заромский (Мороз) родился в 1897 году в городе Бобруйске Минской губернии Российской империи в семье слесаря-кустаря. Еврей. Член Объединенной еврейской социалистической рабочей партии в 1917 году, Еврейской коммунистической рабочей партии в марте-мае 1919 года, Коммунистической партии с 1919 года.
В 1918 году окончил 2 курса юридического факультета Новороссийского государственного университета в Одессе.
В 1918—1919 годах сотрудник редакции «Рабочей газеты», секретарь правления профсоюза металлистов и деревообделочников в г. Александровске Екатеринбургской губернии.
В 1919—1920 годах сотрудник политического отдела 4-й армии в городах Саратов, Пугачев, заведующий отделом губисполкома в г. Уральске.
10.1920-10.1922 — Нарком труда Киргизской (Казахской) АССР и одновременно представитель Казахстана на переговорах о присоединении казахских областей Туркестанской АССР к КАССР.
1921 — председатель и член президиума Центральной комиссии помощи голодающим.
С 14 января по сентябрь 1922 года — председатель Малого Совнаркома Киргизской (Казахской) АССР. 
Выехал из Казахстана в октябре 1922 г.
1922—1925 — заведующий отделом труда крайисполкома в г. Ростове-на-Дону.
1925—1930 — заместитель заведующего отделом Наркомата труда СССР, редактор журнала «Вопросы труда» в г. Москве.
1930—1935 — заместитель управляющего «Кузбасстроем», управляющий «Стандартстроем», управляющий отделением Коммунального банка СССР в г. Новосибирске.
1935—1937 — председатель областной плановой комиссии Ойротской автономной области в г. Ойрот-Туре .
Арестован 13 июля 1937 года. Дело прекращено в мае 1938 года в связи со смертью от рака печени. Реабилитирован в ноябре 1958 года.
Член КирЦИКа и его Президиума.